# خواكيم هامان
خواكيم هامان (و. 1913 – 1945 م) هو صيدلي، وضابط من الإمبراطورية الألمانية، وألمانيا النازية، ولد في كيل، كان عضوًا في الحزب النازي، كان عضوًا في شوتزشتافل، توفي عن عمر يناهز 32 عاماً.